# Нэпп, Ларри
Лоуренс Э. (Ларри) Нэпп (англ. Laurence A. (Larry) Knapp; 30 мая 1905, Гарден-Сити, Южная Дакота — 8 ноября 1976, Вашингтон) — американский хоккеист на траве, нападающий. Бронзовый призёр летних Олимпийских игр 1932 года, участник летних Олимпийских игр 1936 года.

## Биография
Ларри Нэпп родился 30 мая 1905 года в американском городе Гарден-Сити.
Играл в хоккей на траве за «Рай» из Нью-Йорка и «Уэстчестер».
В 1932 году вошёл в состав сборной США по хоккею на траве на летних Олимпийских играх в Лос-Анджелесе и завоевал бронзовую медаль. Играл на позиции крайнего нападающего, провёл 2 матча, мячей не забивал.
В 1936 году вошёл в состав сборной США по хоккею на траве на летних Олимпийских играх в Берлине, поделившей 10-11-е места. Играл на позиции крайнего нападающего, провёл 1 матч, мячей не забивал.
Работал адвокатом. По предложению администрации президента Франклина Рузвельта содействовал министерству труда США в судебных тяжбах с Ford Motor Company.
Был музыкальным коллекционером. Имел широкие знакомства среди американских музыкантов, исполнявших джаз, в том числе с Бенни Гудменом (с ним они дружили около тридцати лет), Фэтсом Уоллером, Тедди Уилсоном.
Умер 30 сентября 1982 года в американском городе Вашингтон.

## Семья
Жена —  Кортрика Кольер, валлийка. Поженились в 1940 году, прожили вместе 25 лет, после чего развелись. Имели нескольких детей, в том числе сына Эндрю.